# Ramal de Cáceres
O Ramal de Cáceres, também conhecido como Linha de Cáceres, foi uma ligação ferroviária portuguesa em bitola ibérica, não electrificada, que ligava a estação de Torre das Vargens, na Linha do Leste, à fronteira com Espanha, junto a Marvão-Beirã, numa distância total de 72,4 km. Foi provisoriamente aberta à exploração em 15 de Outubro de 1879, tendo sido oficialmente inaugurada no dia 6 de Junho de 1880. Foi encerrado pela REFER a 15 de Agosto de 2012.

## Descrição

### Serviços
Circularam, por este Ramal, vários serviços internacionais de passageiros, como o TER Lisboa Expresso, o Talgo Luís de Camões, e o Lusitânia Expresso.

### Material circulante
Entre o material circulante utilizado no ramal, conta-se as locomotivas a vapor das séries 0201 a 0224 e 501 a 508, que rebocaram alguns comboios de passageiros, incluindo o Lusitânia Expresso, uma vez que eram as únicas máquinas com equipamentos para aquecer as carruagens. No ramal também circularam algumas automotoras, incluindo as da série Série M 1 a 7, a gasolina, e da Série 0100, a gasóleo.

## História

### Antecedentes
Já desde os primórdios do planeamento ferroviário em Espanha, em 1845 e 1846, que se delineou a construção das linhas da Extremadura, que ligariam Madrid até à fronteira portuguesa, uma passando por Badajoz, e outra, por Cáceres; a ligação por Badajoz foi aberta em 1866, embora o tortuoso traçado da rede espanhola, naquela altura, forçasse as composições a dar uma grande volta para ligar as duas capitais ibéricas. Isto foi confirmado num relatório do engenheiro francês Wattier, coordenador das obras da Linha do Leste desde Fevereiro de 1856, que defendia a construção de um ramal da Linha do Leste, que se dirigisse para Madrid via Cáceres, evitando assim a longa volta por Badajoz e Ciudad Real. Wattier sugeriu igualmente um traçado alternativo no troço entre Abrantes e Badajoz, passando por Gavião, Alpalhão e Portalegre, que facilitaria a ligação a Cáceres, mas cobriria de pior forma o hinterland português, uma vez que se aproximaria mais da fronteira.

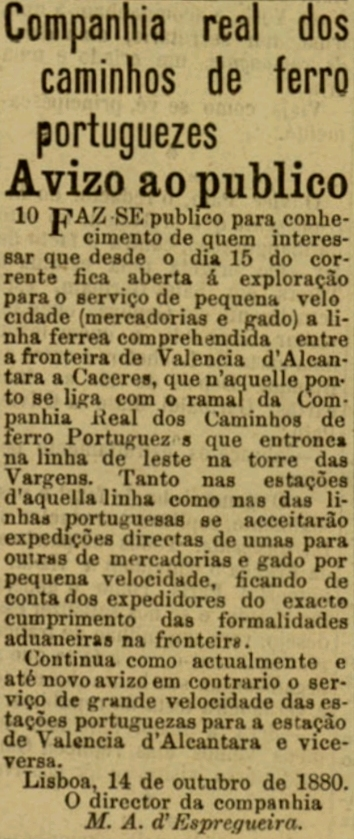
Aviso de 1880 da Companhia Real, informando que desde o dia 15 de Outubro tinha entrado ao serviço o troço entre Valência e Cáceres.

### Planeamento, construção e inauguração
Assim, procurou-se construir a outra linha já planeada, por Cáceres, tendo a sua instalação sido concessionada a duas companhias; a Compañia del Ferrocarril del Tajo seria responsável pela linha entre Madrid e Malpartida de Plasencia, e a Sociedad de los Ferrocarriles de Cáceres a Malpartida y a la frontera portuguesa devia construir o lanço desde aquele ponto até à fronteira. Esta parte da linha foi dividida em duas concessões, uma correspondente ao troço de Malpartida a Cáceres, e a outra, desta localidade até à fronteira. No entanto, devido à intenção que já existia em chegar a acordo com a primeira companhia, para gerir toda a linha da fronteira a Madrid, os planos foram alterados, pelo que o troço até à capital espanhola não principiou em Cáceres, mas na estação de Arroyo, entre aquela cidade e a fronteira; esta decisão iria trazer efeitos nefastos para Cáceres, uma vez que aquela localidade ficou, assim, fora da ligação principal entre as metrópoles ibéricas. A Sociedad de los Ferrocarriles de Cáceres a Malpartida y a la frontera portuguesa era formada por vários investidores espanhóis e portugueses, incluindo a Companhia Real dos Caminhos de Ferro Portugueses. A Companhia Real mostrou-se principalmente interessada na linha devido ao seu potencial para o transporte de fosfatos a partir das minas de Cáceres até ao Porto de Lisboa.
O primeiro lanço do Caminho de Ferro de Madrid a Cáceres e Portugal, entre a capital espanhola e Torrijos, foi inaugurado em 20 de Junho de 1876. A Companhia Real obteve a concessão para a construção do lanço em Portugal no dia 19 de Abril de 1877, sem apoios estatais, e em 21 de Junho foi assinado o contrato entre Edmond Joubert, representante da Sociedade Geral de Fosfatos de Cáceres, e Joaquim de la Gandara, representante da Companhia Real, para o transporte de fosfatos pela linha. Em 21 de Julho foi assinado um acordo com M. Maret para continuar a via férrea até Espanha, e uma portaria de 21 de Agosto autorizou a Companhia Real a emitir noventa mil obrigações, no sentido de financiar as obras. Em 7 de Outubro, foi formada em Espanha a Companhia ferroviária Madrid-Cáceres-Portugal. Os trabalhos iniciaram-se em 15 de Julho de 1878.
Em 15 de Outubro de 1879 entrou ao serviço o lanço em território português, de forma provisória, e apenas para serviços de pequena velocidade, tendo a linha sido oficialmente inaugurada em 6 de Junho de 1880. Para a construção deste troço junto a Vale do Peso, foi necessário demolir parte da Ermida de Santa Eulália, o que gerou uma tentativa de embargo das obras por parte da junta da paróquia, sem sucesso. No dia 22 de Novembro de 1880, uma reunião em Paris deliberou que a Sociedad de los Ferrocarriles de Cáceres a Malpartida y a la frontera portuguesa seria totalmente dissolvida, e que a Compañia del Ferrocarril del Tajo seria integrada numa nova companhia, que seria responsável por ambas as linhas. Esta empresa foi constituída no dia 7 de Dezembro do mesmo ano, em Madrid, com o nome de Compañia del Ferrocarril de Madrid a Cáceres y Portugal. Entretanto, o lanço entre Valência de Alcântara e Cáceres entrou ao serviço em 15 de Outubro do mesmo ano.

### Ligação a Madrid

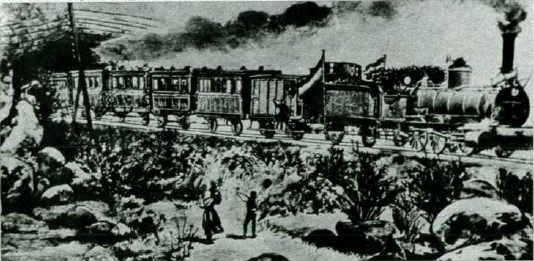
Comboio inaugural da ligação directa entre Madrid e Portugal.

A ligação entre a capital espanhola e Valência de Alcântara foi oficialmente inaugurada no dia 8 de Outubro de 1881, na presença dos reis Luís I de Portugal e Afonso XII de Espanha, com a conclusão das obras no troço entre aquela localidade e Cáceres. Dois comboios especiais, um português e outro espanhol, transportaram os monarcas e as suas comitivas até à cidade de Cáceres, aonde a cerimónia de inauguração se realizou. Este evento foi acompanhado de festejos, tendo sido organizados um banquete e uma corrida de touros. Neste mesmo dia, entrou ao serviço a ligação entre Arroyo e Malpartida de Plasencia; a ligação a Madrid só foi concluída, no entanto, com a abertura do troço entre Malpartida e La Bazagona, em 20 de Outubro do mesmo ano. Em 22 de Outubro, a Companhia Real tomou a exploração de toda a linha, que continuou na posse da Compañia de Madrid a Cáceres y Portugal.
Uma vez que esta nova ligação era consideravelmente mais curta, e, por isso, mais rápida, entre Lisboa e Madrid do que a passagem pela Linha do Leste, iniciaram-se alguns serviços internacionais de passageiros, embora o Ramal de Cáceres não reunisse as melhores condições para este tipo de tráfego, devido ao seu carácter industrial. A construção do ramal de Cáceres inviabilizou uma das propostas que tinham sido apresentadas durante o planeamento da Linha da Beira Baixa, para o aproveitamento daquele corredor ferroviário como base de partida para uma linha férrea até Madrid. Assim, o percurso da Linha de Baixa passou a ter um percurso paralelo à fronteira, até entroncar na Linha da Beira Alta.
Em 1885, ficou decidido que a exploração da linha permaneceria com a Companhia Real, mas esta empresa teve de abdicar deste direito, devido a problemas financeiros, em 1891; a Compañia de Madrid a Cáceres y Portugal ficou, assim, numa complicada situação económica, e, de forma a evitar a interrupção da circulação ferroviária, os investidores de origem francesa integraram, em 1893, esta empresa na Compañia de Explotación de los Ferrocarriles de Madrid a Cáceres y Portugal, y de Oeste.
Apesar da sua importância como ligação entre as duas capitais ibéricas, o trânsito de passageiros nos primeiros anos anos pelo ramal foi pouco expressivo, com o público a utilizar outras linhas férreas ou os serviços de diligências nas suas deslocações a Madrid ou Cáceres. De forma a impulsionar a procura, a Companhia Real criou uma tarifa especial, a preços reduzidos, que chegou a ter algum sucesso. No entanto, a sua congénere espanhola contestou esta decisão, alegando que lhe estava a dar prejuízos, e forçou os passageiros a pagarem a tarifa normal, o que resultou em reclamações, levando à intervenção do governo espanhol.

### Século XX

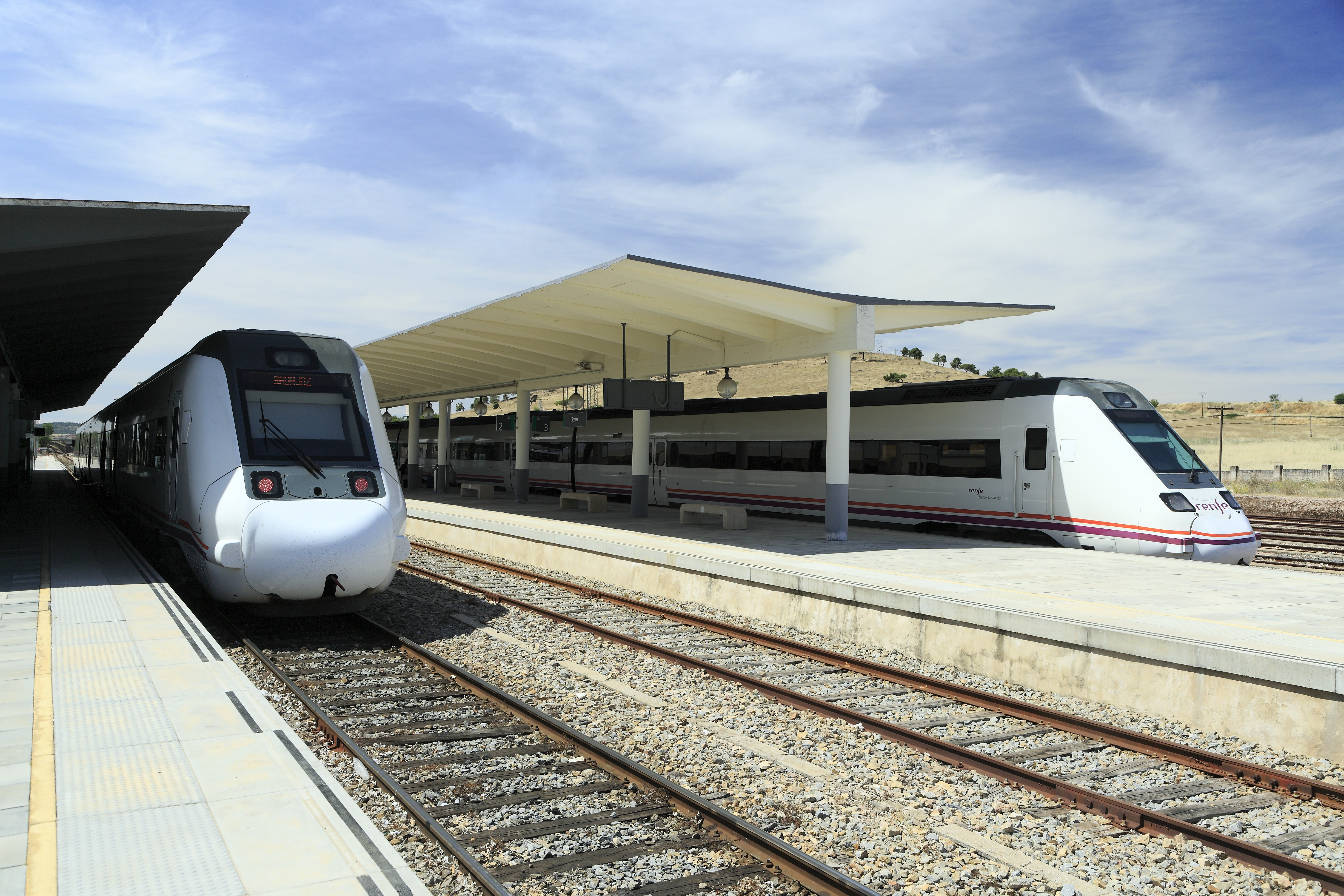
Estação terminal, em Cáceres, na Estremadura, em Espanha.

Em Novembro de 1928, a Compañia de Explotación de los Ferrocarriles de Madrid a Cáceres y Portugal, y de Oeste foi apreendida pelo estado espanhol, e inserida na Compañia Nacional de los Ferrocarriles del Oeste de España. Em 1941, esta empresa foi integrada, junto com todas as outras operadoras de linhas de bitola larga em Espanha, na Red Nacional de los Ferrocarriles Españoles.
Nos princípios da década de 1960, um dos tipos de locomotiva que eram usados no ramal era a Série 0201 a 0224, então baseada no depósito do Entroncamento. Em 1967 foram organizados vários comboios de trigo com origem e Espanha e destino a Portugal, no âmbito de um tratado comercial entre as duas nações ibéricas, que circularam pelo Ramal de Cáceres e pelas Linhas do Leste e da Beira Alta. Em 23 de Maio de 1971, foi aberta ao serviço a variante de Casar de Cáceres, que alterou o traçado da linha entre Madrid e Lisboa, passando a transitar pela cidade de Cáceres; a inauguração oficial deu-se em 22 de Junho desse ano, numa cerimónia na qual participaram os então príncipes Juan Carlos da Espanha e Sofia da Grécia. O principal motivo para modificação, cujas custos ascenderam a 120,8 milhões de pesetas, foi a necessidade de melhorar as ligações ferroviárias em Cáceres, que se tornou num nó ferroviário, com a linha de Linha de Gijón a Sevilha. Em meados da década de 1970 o ramal de Cáceres continuava a ter um intenso tráfego ferroviário, sendo a fronteira percorrida por cerca de dezasseis comboios por dia, de passageiros, mercadorias ou mistos. Entre os serviços de passageiros destacavam-se o TER Lisboa Expresso e o Lusitânia Expresso, ambos ligando as duas capitais ibéricas, enquanto que os comboios de mercadorias transportavam cargas tão diversas como electrodomésticos e componentes automóveis para Portugal, e madeiras e cortiça no sentido inverso. Era também um importante ponto de intercâmbio de produtos de consumo na região fronteiriça, com os espanhóis a adquirirem predominantemente café, tecidos e louça de Macau, enquanto que os portugueses compravam alimentos, bebidas alcoólicas e calçado.
Em 7 de Outubro de 1981, foi realizada uma cerimónia de comemoração do centenário da ligação ferroviária entre Lisboa e Madrid, aonde participaram os ministros das comunicações espanhol e português, altos funcionários das operadoras Caminhos de Ferro Portugueses e Red Nacional de Ferrocarriles Españoles, e várias autoridades regionais e locais; na estação de Valência de Alcântara, foi descerrada uma placa comemorativa do centenário. Em seguida, foi realizada uma viagem comemorativa até Arroyo de Malpartida, numa composição dos Caminhos de Ferro Portugueses rebocada por uma locomotiva a diesel; nesta estação, a comitiva passou para um comboio histórico português, formado pela locomotiva 23, a vapor, e quatro carruagens e um vagão, todas construídas no século XIX. Em Cáceres, foi inaugurada uma exposição relativa ao centenário no Museu Provincial, tendo a cerimónia sido terminada com um almoço.
Em 1995, considerava-se que o Ramal de Cáceres tinha uma importância secundária na rede ferroviária portuguesa, sendo mais utilizada como ligação internacional. Nesta época, os serviços de passageiros eram assegurados por automotoras da Série 0100.

### Ligação prevista a outras linhas
Em 1927, a comissão organizada para a revisão do Plano da Rede ferroviária propôs uma linha de Fratel, na Linha da Beira Baixa, a Estremoz, na Linha de Évora, cruzando o Ramal de Cáceres em Castelo de Vide e passando pela cidade de Portalegre; porém, este alvitre foi contestado pelos militares, tendo o governo incluído no plano definitivo apenas o lanço de Estremoz a Portalegre.

### Século XXI
Em 2002, a operadora Comboios de Portugal instituiu classe única nos seus serviços em várias linhas, incluindo o Ramal de Cáceres.
Em 1 de Fevereiro de 2011, a empresa suspendeu os comboios regionais de passageiros no Ramal de Cáceres, alegando problemas de viabilidade financeira. Com efeito, segundo os dados da operadora, em 2010 o ramal registou uma procura de 4331 passageiros, com uma média de dezasseis passageiros por dia, ou seja, quatro passageiros por comboio; sendo a receita média de aproximadamente cinco euros por passageiro, ou seja, vinte euros por composição, enquanto os custos do serviço atingiam os 761.418 euros por ano, correspondendo a cerca de 522 euros por comboio.
Ficaram, assim, apenas a circular os serviços do Lusitânia Comboio Hotel. No entanto, no Plano Estratégico de Transportes, documento oficial apresentado pelo governo português em Outubro, foi anunciada, entre outras medidas, a intenção de modificar o percurso destes comboios para a Linha da Beira Alta até ao final do mesmo ano, para se proceder ao total encerramento do Ramal de Cáceres. Com efeito, a Rede Ferroviária Nacional anunciou que o Ramal de Cáceres seria encerrado em 15 de Agosto de 2012, passando o Lusitânia Expresso a circular pela Linha da Beira Alta. Esta medida gerou protestos por parte de autarcas, ambientalistas e sindicalistas portugueses e espanhóis, que se manifestaram numa concentração na Estação de Marvão-Beirã. Este ramal já não constou no Directório da Rede de 2013, publicado em 30 de Dezembro de 2011 pela Rede Ferroviária Nacional.
Posteriormente, passou a ser utilizada para fins turísticos com um serviço de Rail bike entre a estação Marvão-Beirã e a estação de Castelo de Vide.

## Leitura recomendada
- SILVA, José Ribeiro da, e RIBEIRO, Manuel (2008). Os Comboios em Portugal: do vapor à electricidade. IV. Lisboa: Edições Terramar